# Romeo Tiberio
Romeo Tiberio (Mostar, 1912. - ?), bh. arhitekt

## Životopis
Rođen u Mostaru. Otac mu je bio Talijan Antonio Tiberio (Treviso, 1872. – 1957.), poznati vlasnik kina u Fejićevoj ulici. Studirao na fakultetu za matematiku, fiziku i prirodne znanosti u Bologni, na matematici za inženjere. Završio za arhitekta. Zaslužan za projetiranje brojnih mostarskih zgrada, davši pečat izgledu grada. Ističe se stambeno-poslovni blok zgrada s prvim mostarskim neboderom u Glavnoj ulici (1956.), „Sokolova“ zgrada nasuprot Đačkog doma, zgrada banke s express-restoranom na Bulevaru; stambeno-poslovna zgrada koja se nastavlja na hotel Bristol (Revija), zgrada Socijalnog osiguranja u Fejićevoj ulici, zgrada osnovne škole u Donjoj Mahali i brojne ostale.
S Izudinom Mahmuspahićem radio izmjene i ispravke na zgradi Doma kulture. Romeo Tiberio javlja se i kao scenograf u izvedbama hrvatskih kazališnih drama na kazališnim amaterskim pozornicama u Mostaru ("Na straži/Mrtva straža", RKUD Abrašević 1947./48.)